# マルセル・ウィス
マルセル・ウィス（ヴュス） (Marcel Wyss 1986年6月25日 - )は、スイスの自転車競技選手。IAMサイクリングに所属していた。2016年シーズンを以て引退。

## 主な戦績
2004
 ジュニア・ロードレース・スイス選手権　優勝
2005
フレッチャ・デイ・ヴィーニ 3位
2007
マインフランケン・ツール 総合3位
2008
フレシュ・デュ・シュド 総合優勝
区間1勝（プロローグ）
 U23タイムトライアル・スイス選手権 優勝National Under-23 Time Trial Championships
 U23ヒルクライム・スイス選手権 優勝
ツール・ド・ラヴニール 総合6位
2010
ツール・ド・ロマンディ 総合８位
2012
セッティマーナ・インテルナツィオナーレ・ディ・コッピ・エ・バルタリ 区間1勝 (第1, TTT)
オーストリア一周 総合8位
2013
ツール・ド・ベルン 総合優勝
ショレ＝ペイ・ド・ロワール 2位
バイエルン一周 総合7位
ポルトガル一周 総合7位
ツール・ド・ロマンディ 総合10位
ツアー・オブ・ブリテン 総合10位
2014
バイエルン一周 総合9位
2015
ノルウェー北極圏レース 総合10位
2016
ツール・ド・レン 総合8位

### グランツールの総合成績
| Grand Tour                 | 2010 | 2011 | 2012 | 2013 | 2014 | 2015 | 2016 |
| -------------------------- | ---- | ---- | ---- | ---- | ---- | ---- | ---- |
| ジロ・デ・イタリア         | 38   | 34   | —    | —    | —    | —    | 40   |
| ツール・ド・フランス       | —    | —    | —    | —    | 32   | 63   | —    |
| ブエルタ・ア・エスパーニャ | —    | —    | —    | —    | —    | —    | 21   |